# Wolfgang Becker (filmregisseur 1954)
Wolfgang Becker (Hemer, 22 juni 1954 – Berlijn, 12 december 2024) was een Duits filmregisseur.

## Loopbaan
Na zijn eindexamen studeerde Becker germanistiek, geschiedenis en Amerikanistiek in Berlijn. In die stad volgde hij aansluitend daarop een opleiding aan de Deutsche Film- und Fernsehakademie Berlin. Hij trok de aandacht met zijn eindexamenproject: de korte film Schmetterlinge (Vlinders). Met deze film won hij onder meer een Gouden Luipaard op het Internationaal filmfestival van Locarno.
Vervolgens hield Becker zich bezig met televisieproducties. Zo schreef hij enkele afleveringen voor de populaire krimiserie Tatort. Zijn eerste lange speelfilm was Das Leben ist eine Baustelle, die uitkwam in 1994 en succesvol werd. In 1992 en 1996 won hij de Preis der deutschen Filmkritik in de categorie "beste speelfilm" met Kinderspiele en Das Leben ist eine Baustelle. Zijn meest succesvolle film is Good Bye, Lenin! uit 2003, die binnen en buiten Duitsland veel publiek trok en verschillende filmprijzen won.
Becker overleed op 12 december 2024 op 70-jarige leeftijd.

## Filmografie
- Schmetterlinge (korte film uit 1987)
- Blutwurstwalzer (korte film uit 1991)
- Kinderspiele (1992)
- Das Leben ist eine Baustelle (1997)
- Good Bye, Lenin! (2003)
- Ballero (korte film uit 2005)
- Ich und Kaminski (2015)

- Bibsys: 5033602
- Biblioteca Nacional de España: XX1681401
- Bibliothèque nationale de France: cb145213707 (data)
- Gemeinsame Normdatei: 123758866
- International Standard Name Identifier: 0000 0001 1471 3149
- Library of Congress Control Number: no2003100620
- Nationale Bibliotheek van Letland: 000343438
- Bibliotheek van het Japanse parlement: 00969367
- Nationale Bibliotheek van Tsjechië: pna2005311694
- Nationale Bibliotheek van Israël: 987007467458805171
- Nationale Bibliotheek van Polen: a0000002914976
- Nederlandse Thesaurus van Auteursnamen: 270026851
- Réseau des bibliothèques de Suisse occidentale: 02-A012320294
- Istituto Centrale per il Catalogo Unico: LO1V311477
- SNAC: w6jf93s7
- Système universitaire de documentation: 069246750
- Virtual International Authority File: 42989344
- WorldCat: E39PBJj8XCP3rJMBbVYRH7cHG3